# 非エネルギー反応装甲
非エネルギー反応装甲（ひエネルギーはんのうそうこう、英: Non-energetic reactive armor, NERA）は、戦車などの主装甲又は補助装甲に使用される、反応装甲（Reactive Armour）の一種。非爆発反応装甲（ひばくはつはんのうそうこう、Non-explosive reactive armor, NxRA）とも呼ばれる。
爆発反応装甲（ERA）が爆薬で金属プレートを吹き飛ばす事で対戦車火器の威力を減殺するのに対し、NERAは爆薬の代わりに熱や圧力で膨張する特殊な樹脂やゴム、非爆発性ガスなどを使用する事で同様の効果を期待する装備である。

## 概要
爆薬を使用しない事以外は爆発反応装甲（ERA）に類似している。
基本的な構造は2枚の金属プレートの間にゴムなどの非爆発性材料を挟み込んだ物となっており、被弾時に砲弾や成形炸薬弾がもたらす圧力に反応してゴム（エラストマー）等が膨張、表面側金属プレート（フライヤー・プレート）を射出又は変形させ、側面から弾頭に衝突することでメタルジェットの形成を阻害し、戦車本来の装甲の内部への貫徹を妨ぐ。
爆発反応装甲（ERA）の作動時には大量の爆風や金属破片を周囲に撒き散らし、随伴する味方歩兵を殺傷するという非常に好ましくない特性を持つのに対し、NERAは周囲の歩兵への危害を低減する事が期待される。
またNERAは1発の被弾で爆発消費されないため、同一プレートへの多数被弾に対して車両を保護する事が期待できることに加えて、車両構造への負担が爆発反応装甲（ERA）と比較して小さくより軽量の車両への適応も可能となる。その一方で、化学エネルギー弾に対しては有効だが、運動エネルギー弾に対する性能は十分ではないとされる

## 構造
金属板やセラミック板からなるプレートの間に、ゴム板を圧縮した物や化学物質等を充填、被弾時の圧力や熱で反応させ、ゴム板等の膨張や非爆発性のガスの発生によりプレートを膨らませる構造などが開発されている。

## 採用
M1エイブラムス
シリーズ最初期型のM1エイブラムスの車体前面装甲は、鋼鉄製の外装にNERAのプレートを積載し格納した物となっている。

T-72B
ソ連本国製のT-72Bの「スーパー・ドリー・パートン」として知られる砲塔前面複合装甲部に鋼板でゴムを挟んだNERAプレートを積層したものが使用されている。前モデルのT-72Aでは同部はシリカ系複合装甲であった。